# Nati il 27 settembre
| Questa pagina contiene informazioni ricavate automaticamente dalle voci biografiche con l'ausilio del template Bio e di un bot. L'aggiornamento è periodico e automatico e ricostruisce completamente la pagina. Se manca una persona in questa lista, sei pregato di non aggiungerla, ma accertati piuttosto che la sua voce biografica contenga il template Bio e che i dati anagrafici siano correttamente compilati. Se il template Bio manca, inseriscilo tu stesso o, in alternativa, metti l'avviso {{tmp\|Bio}} che ne segnala la mancanza. Se i dati riportati sono sbagliati, correggi direttamente la voce biografica; le modifiche saranno visibili in questa lista entro pochi giorni. Per chiarimenti vedi il progetto biografie. La lista contiene solo le 1.206 persone che sono citate nell'enciclopedia e per le quali è stato implementato correttamente il template Bio. Pagina aggiornata al 9 ago 2025. |

## IX secolo(2)
- 808 - Ninmyō, imperatore giapponese († 850)
- 830 - Ermentrude d'Orléans, regina franca († 869)

## XIII secolo(4)
- 1259 - Guido della Torre, condottiero e sovrano italiano († 1312)
- 1271 - Venceslao II di Boemia, re († 1305)
- 1275 - Giovanni II di Brabante, duca († 1312)
- 1300 - Adolfo del Palatinato, nobile († 1327)

## XIV secolo(1)
- 1389 - Cosimo de' Medici, politico e banchiere italiano († 1464)

## XV secolo(8)
- 1412 - Giacomo Cocco, militare italiano († 1453)
- 1433 - Stanislao Casimiritano, presbitero e santo polacco († 1489)
- 1442 - John de la Pole, II duca di Suffolk, duca
- 1468 - Sigismondo di Bayreuth, nobile tedesco († 1495)
- 1485 - Giovannangelo Arcimboldi, arcivescovo cattolico italiano († 1555)
- 1485 - Agostino Trivulzio, cardinale italiano († 1548)
- 1496 - Hieronymus Łaski, nobile e ambasciatore polacco († 1542)
- 1498 - Francesco Burlamacchi, politico italiano († 1548)

## XVI secolo(10)
- 1506 - Giovanni Battista Belluzzi, architetto e ingegnere militare sammarinese († 1554)
- 1522 - Niccolò Balbani, teologo italiano († 1587)
- 1528 - Papirio Picedi, vescovo cattolico e diplomatico italiano († 1614)
- 1533 - Stefano I Báthory, re ungherese († 1586)
- 1540 - Ostilio Ricci, matematico italiano († 1603)
- 1544 - Takenaka Shigeharu, militare giapponese († 1579)
- 1552 - Flaminio Scala, attore teatrale e comico italiano († 1624)
- 1554 - Cosimo Bottegari, compositore, cantore e liutista italiano († 1620)
- 1596 - Luca Olstenio, umanista, geografo e storico tedesco († 1661)
- 1599 - Francesco Borromini, architetto italiano († 1667)

## XVII secolo(15)
- 1601 - Luigi XIII di Francia, re († 1643)
- 1618 - Jakob Alting, teologo tedesco († 1679)
- 1626 - Alessandro Caprara, cardinale italiano († 1711)
- 1627 - Jacques Bénigne Bossuet, scrittore e vescovo cattolico francese († 1704)
- 1630 - Michele Antonio Vibò, arcivescovo cattolico italiano († 1713)
- 1648 - Michelangelo Tamburini, gesuita italiano († 1730)
- 1655 - Domenico Guglielmini, matematico, chimico e medico italiano († 1710)
- 1673 - Luigi Maria Strozzi, nobile e vescovo cattolico italiano († 1736)
- 1677 - Giovanni Carlo Maria Clari, compositore italiano († 1754)
- 1677 - Johann Gabriel Doppelmayer, matematico, astronomo e cartografo tedesco († 1750)
- 1681 - Girolama Lorefice Grimaldi, poetessa italiana († 1762)
- 1689 - Edward Stanley, XI conte di Derby, nobile e politico inglese († 1776)
- 1696 - Alfonso Maria de' Liguori, vescovo cattolico e compositore italiano († 1787)
- 1697 - Franz Ernst Brückmann, medico, naturalista e mineralogista tedesco († 1753)
- 1697 - Chevalier de Grimaldi, politico monegasco († 1784)

## XVIII secolo(50)
- 1703 - Augustin Haller von Hallerstein, gesuita e missionario tedesco († 1774)
- 1705 - Michel-Ange Slodtz, scultore francese († 1758)
- 1706 - Michelangelo Carmeli, filologo italiano († 1766)
- 1710 - Giuseppe Ignazio Corte, politico italiano († 1794)
- 1710 - Hatice Sultan, principessa ottomana († 1738)
- 1713 - Francesco Androsi, scultore italiano († 1785)
- 1715 - Gennaro Maria Albertini, religioso e vescovo cattolico italiano († 1767)
- 1717 - Antonio De Gennaro, nobile e letterato italiano († 1791)
- 1719 - Barbara Campanini, ballerina italiana († 1799)
- 1719 - Abraham Gotthelf Kästner, matematico tedesco († 1800)
- 1722 - Samuel Adams, politico e filosofo statunitense († 1803)
- 1727 - Michael Huber, filologo, storico della letteratura e scrittore tedesco († 1804)
- 1729 - Francesco Saverio Giaj, compositore italiano († 1801)
- 1730 - Francesco Camillo VII Massimo, nobile e diplomatico italiano († 1801)
- 1733 - Vittorio Filippo Melano, arcivescovo cattolico e predicatore italiano († 1813)
- 1733 - Giovanni Battista Quarantotti, cardinale italiano († 1820)
- 1735 - Robert Robinson, teologo inglese († 1790)
- 1739 - Francis Russell, marchese di Tavistock, politico britannico († 1767)
- 1739 - Robert Stewart, I marchese di Londonderry, politico irlandese († 1821)
- 1748 - Bernardo Maria Cenicola, arcivescovo cattolico italiano († 1814)
- 1752 - Michel de Cubières, scrittore e poeta francese († 1820)
- 1752 - Marie-Gabriel-Florent-Auguste de Choiseul-Gouffier, diplomatico e scrittore francese († 1817)
- 1754 - Amédée Emmanuel François Laharpe, generale svizzero († 1796)
- 1755 - Pierre Marie de Grave, politico, generale e nobile francese († 1823)
- 1761 - Karl Gustav von Baggovut, generale russo († 1812)
- 1761 - Giorgio Giovanni Zuccato, generale italiano († 1810)
- 1763 - Emilio Carlo di Leiningen, nobile tedesco († 1814)
- 1764 - Girolamo Arganini, architetto italiano († 1839)
- 1765 - Antoine-Philippe de La Trémoille, generale francese († 1794)
- 1771 - Hyacinthe Hervouët de La Robrie, generale francese († 1832)
- 1772 - Antonio Casimir Cartellieri, compositore tedesco († 1807)
- 1772 - Gordon Drummond, militare e politico canadese († 1854)
- 1772 - Martha Jefferson Randolph, first lady statunitense († 1836)
- 1776 - Maria Versfelt, olandese († 1845)
- 1778 - Damião Barbosa de Araújo, violinista e compositore brasiliano († 1856)
- 1778 - Mauro Tumminelli, giudice e politico italiano († 1852)
- 1781 - Cosimo Del Fante, ufficiale italiano († 1812)
- 1781 - Guglielmo I di Württemberg, re († 1864)
- 1783 - Agustín de Iturbide, politico e militare messicano († 1824)
- 1785 - Jean Nicolas Bréon, botanico e giardiniere francese († 1864)
- 1786 - Abraam Firkovič, rabbino, scrittore e archeologo russo († 1874)
- 1789 - René François Rohrbacher, storico francese († 1856)
- 1790 - Giuseppe Alinovi, compositore italiano († 1869)
- 1792 - George Cruikshank, illustratore britannico († 1878)
- 1793 - Denis-Auguste Affre, arcivescovo cattolico francese († 1848)
- 1793 - Giambattista Passerini, filosofo, traduttore e patriota italiano († 1864)
- 1796 - Carlo Biscaretti di Ruffia, generale e politico italiano († 1889)
- 1798 - Vittore Pelli, pittore e scenografo svizzero († 1874)
- 1799 - Carl Wilhelm Götzloff, pittore tedesco († 1866)
- 1800 - Angelo Brunetti, patriota italiano († 1849)

## XIX secolo(158)
- 1801 - Giovanni La Cecilia, scrittore, politico e rivoluzionario italiano († 1880)
- 1803 - Louis-Michel Morris, generale francese († 1867)
- 1805 - François Briatte, politico svizzero († 1877)
- 1806 - Eberhard Anheuser, imprenditore tedesco († 1880)
- 1810 - Francesco Arquati, patriota italiano († 1867)
- 1810 - Michael O'Connor, vescovo cattolico, missionario e gesuita irlandese († 1872)
- 1810 - Camillo Tarquini, cardinale, etruscologo e giurista italiano († 1874)
- 1814 - Daniel Kirkwood, astronomo e matematico statunitense († 1895)
- 1816 - Gabriel de Chamberet, generale francese († 1880)
- 1818 - Adolph Wilhelm Hermann Kolbe, chimico tedesco († 1884)
- 1818 - Francesco Marzolo, chirurgo italiano († 1880)
- 1819 - Pasquale Sottocorno, patriota italiano († 1857)
- 1820 - Elizabeth Hay, duchessa di Wellington, nobildonna scozzese († 1904)
- 1821 - Henri-Frédéric Amiel, filosofo, poeta e critico letterario svizzero († 1881)
- 1821 - Giovanni Battista Chiarlone, militare italiano († 1866)
- 1821 - John Rose Holden, politico canadese († 1879)
- 1822 - Hippolyte Destailleur, architetto e storico dell'arte francese († 1893)
- 1824 - Benjamin Apthorp Gould, astronomo statunitense († 1896)
- 1824 - Adolphe Alexandre Martin, fotografo e inventore francese († 1896)
- 1826 - Alexandre Defaux, pittore francese († 1900)
- 1826 - Guglielmo Privato, attore e baritono italiano († 1901)
- 1827 - Giuseppe Albini, fisiologo italiano († 1911)
- 1827 - Georgina Archer, attivista tedesca († 1882)
- 1827 - Alexandru Papiu-Ilarian, giurista, storico e politico romeno († 1877)
- 1827 - Hiram Rhodes Revels, politico, religioso e educatore statunitense († 1901)
- 1827 - Pierre Tirard, politico francese († 1893)
- 1828 - Antonio Barbieri, politico e imprenditore italiano († 1886)
- 1828 - Giovanni Battista Fabbio, militare italiano († 1915)
- 1829 - Mariano Indelicato, politico italiano († 1897)
- 1830 - William B. Hazen, generale statunitense († 1887)
- 1830 - Evandro Sigismondi, avvocato e politico italiano († 1891)
- 1830 - Johannes Vahlen, filologo classico tedesco († 1911)
- 1836 - Giuseppe Fornaciari, avvocato e politico italiano († 1896)
- 1838 - Wilhelm Arndt, storico tedesco († 1895)
- 1838 - Yoshio Tanaka, botanico giapponese († 1916)
- 1839 - Henry Phipps Jr., imprenditore statunitense († 1930)
- 1840 - Alfred Thayer Mahan, ammiraglio statunitense († 1914)
- 1840 - Thomas Nast, illustratore statunitense († 1902)
- 1841 - Alexander Mocsáry, zoologo e entomologo ungherese († 1915)
- 1843 - Jules Martelet, pittore francese († 1916)
- 1844 - Władysław Wincenty Krasiński, nobile e scrittore polacco († 1873)
- 1845 - Aureliano de Beruete, pittore spagnolo († 1912)
- 1846 - Giuseppe Galliano, militare italiano († 1896)
- 1849 - Émile Claus, pittore belga († 1924)
- 1851 - Giuseppe Cambiaghi, imprenditore italiano († 1925)
- 1854 - Alois Lexa von Aehrenthal, politico e diplomatico austriaco († 1912)
- 1855 - Aniya la Gitana, cantante, danzatrice e chitarrista spagnola († 1933)
- 1856 - Gregorio Agnini, politico e imprenditore italiano († 1945)
- 1856 - Sofija Nikolaevna Bogomolec, rivoluzionaria russa († 1889)
- 1856 - Michele Comella, pittore e fotografo italiano († 1926)
- 1856 - Louis-Auguste Girardot, pittore e incisore francese († 1933)
- 1856 - Tulio Moy, pittore italiano († 1894)
- 1856 - Carl Peters, esploratore, politico e scrittore tedesco († 1918)
- 1857 - Filippo Mezzi, avvocato, dirigente d'azienda e politico italiano († 1950)
- 1858 - Domenico Tinozzi, politico italiano († 1953)
- 1859 - Ernesto Bernardo di Sassonia-Meiningen, principe († 1941)
- 1861 - Corinne Roosevelt Robinson, poetessa e scrittrice statunitense († 1933)
- 1862 - Louis Botha, politico boero († 1919)
- 1862 - Edoardo Gioja, pittore, decoratore e fotografo italiano († 1937)
- 1862 - Auguste François-Marie Gorguet, pittore, incisore e illustratore francese († 1927)
- 1863 - Hans Cornelius, filosofo e psicologo tedesco († 1947)
- 1863 - Ferdinando Nunziante di San Ferdinando, imprenditore, giornalista e politico italiano († 1941)
- 1864 - Felix Becker, storico dell'arte e lessicografo tedesco († 1928)
- 1864 - Andrej Hlinka, presbitero e politico slovacco († 1938)
- 1865 - Miguel Malvar, generale filippino († 1911)
- 1865 - Adolfo Mazza, ciclista su strada e imprenditore italiano († 1956)
- 1865 - Eligio Pometta, giornalista, politico e storico svizzero († 1950)
- 1866 - Eurosia Fabris Barban, beata italiana († 1932)
- 1866 - Eugenio Giambro, arcivescovo cattolico italiano († 1960)
- 1867 - Giovanni Vincenzo Bonzano, cardinale italiano († 1927)
- 1868 - Abraham Buschke, dermatologo tedesco († 1943)
- 1870 - Félix Gaffiot, latinista, lessicografo e pedagogista francese († 1937)
- 1871 - Grazia Deledda, scrittrice italiana († 1936)
- 1871 - George Ducker, calciatore canadese († 1952)
- 1871 - Walter Mocchi, impresario teatrale e attivista italiano († 1955)
- 1871 - Janko Vuković de Podkapelski, ammiraglio austro-ungarico († 1918)
- 1872 - Ludovico de Filippi, marinaio e aviatore italiano († 1918)
- 1872 - Karl Scheurer, politico svizzero († 1929)
- 1873 - Ernle Chatfield, ammiraglio britannico († 1967)
- 1873 - Annie Esmond, attrice britannica († 1945)
- 1873 - Giacomo Sutter, imprenditore svizzero († 1939)
- 1873 - Adolfo Viterbi, matematico e geodeta italiano († 1917)
- 1874 - Torkom I Koushagian, arcivescovo cristiano orientale armeno († 1939)
- 1874 - Domenico Valenzani, avvocato e politico italiano († 1931)
- 1875 - Sergej Legat, ballerino russo († 1905)
- 1875 - Cléo de Mérode, ballerina, modella e socialite francese († 1966)
- 1876 - Gioacchino Alberto di Prussia, compositore tedesco († 1939)
- 1877 - Gaston Bell, attore e cantante statunitense († 1963)
- 1877 - Joseph Castiglioni, ginnasta francese († 1959)
- 1877 - Waldemar Kaempffert, divulgatore scientifico e giornalista statunitense († 1956)
- 1878 - Francesco Coppola, politico e giornalista italiano († 1957)
- 1878 - Luigi Federzoni, politico e scrittore italiano († 1967)
- 1878 - Bartolomeo Pagano, attore italiano († 1947)
- 1879 - Jacques Boulenger, scrittore e critico letterario francese († 1944)
- 1879 - Hans Hahn, matematico austriaco († 1934)
- 1879 - Fred Schule, ostacolista statunitense († 1962)
- 1880 - Salvatore Ballo Guercio, vescovo cattolico italiano († 1967)
- 1880 - Carlos Casagemas, pittore e poeta spagnolo († 1901)
- 1880 - Ottorino Manni, giornalista e scrittore italiano († 1925)
- 1880 - Pier Ruggero Piccio, aviatore italiano († 1965)
- 1880 - Jacques Thibaud, violinista francese († 1953)
- 1880 - Wally Van, attore, regista e sceneggiatore statunitense († 1974)
- 1881 - William Clothier, tennista statunitense († 1962)
- 1881 - Michele Vocino, politico italiano († 1965)
- 1882 - Dorothy Greenhough-Smith, pattinatrice artistica su ghiaccio britannica († 1965)
- 1882 - Arthur E. Powell, scrittore statunitense († 1969)
- 1883 - Guido Borghi, imprenditore italiano († 1957)
- 1883 - Amerigo Manzini, giornalista, commediografo e attore italiano († 1978)
- 1883 - Ernest Psichari, scrittore e militare francese († 1914)
- 1884 - Ugo Bordoni, fisico e dirigente d'azienda italiano († 1952)
- 1884 - Gemma Giannini, religiosa italiana († 1971)
- 1885 - Joseph McCarthy, paroliere e musicista statunitense († 1943)
- 1885 - Gustav Schröder, comandante marittimo tedesco († 1959)
- 1886 - Mario Amadori, chimico italiano († 1941)
- 1886 - Odo Casel, monaco cristiano, teologo e filosofo tedesco († 1948)
- 1886 - Lucien Gaudin, schermidore francese († 1934)
- 1887 - Cynthia Asquith, scrittrice inglese († 1960)
- 1887 - Jean-Baptiste-Maximilien Chabalier, vescovo cattolico e missionario francese († 1955)
- 1887 - Arturo Pascal, storico e letterato italiano († 1967)
- 1887 - Jean Patou, stilista e profumiere francese († 1936)
- 1887 - Marguerite Sechehaye, psicologa svizzera († 1964)
- 1887 - Karl Wegele, calciatore tedesco († 1960)
- 1888 - Basil Dean, regista, produttore cinematografico e sceneggiatore britannico († 1978)
- 1888 - Richard Kohn, calciatore e allenatore di calcio austriaco († 1963)
- 1888 - Edward Ingram Watkin, scrittore e filosofo inglese († 1981)
- 1889 - Luigi Gherzi, generale italiano († 1943)
- 1889 - Gaetano Reina, mafioso italiano († 1930)
- 1889 - Leo Hale Taylor, missionario e arcivescovo cattolico statunitense († 1965)
- 1890 - Joe Aiello, mafioso italiano († 1930)
- 1890 - Marius Hansen, ginnasta danese († 1980)
- 1890 - Miroslav Pospíšil, calciatore cecoslovacco († 1963)
- 1891 - Franco Coop, attore italiano († 1962)
- 1891 - Primo Piovesan, scrittore, attore teatrale e giornalista italiano († 1945)
- 1891 - Sosaku Suzuki, generale giapponese († 1945)
- 1892 - Edmund Burns, attore statunitense († 1980)
- 1892 - Marguerite Church, politica e psicologa statunitense († 1990)
- 1892 - Folke Sandström, cavaliere e militare svedese († 1962)
- 1893 - Ugo Di Fazio, militare italiano († 1936)
- 1893 - Vincenzo Rocco, militare italiano († 1917)
- 1894 - Otto Aulie, calciatore norvegese († 1923)
- 1894 - Guido Molinelli, politico italiano († 1964)
- 1894 - Lothar von Richthofen, militare tedesco († 1922)
- 1895 - Alex Hunter, calciatore scozzese († 1984)
- 1895 - Enrico Paresce, politico italiano († 1987)
- 1896 - Jaap Bulder, calciatore olandese († 1979)
- 1896 - Česlavs Stančiks, calciatore lettone († 1980)
- 1897 - Giovanni Battista Baccarini, politico italiano
- 1897 - Francesco Giorgio Bettiol, politico e antifascista italiano († 1979)
- 1898 - Valentino Bompiani, editore, scrittore e drammaturgo italiano († 1992)
- 1898 - Hélène Hallier, attrice francese († 1977)
- 1898 - Stanisław Kubista, religioso polacco († 1940)
- 1898 - Vincent Youmans, compositore statunitense († 1946)
- 1899 - Luigi Picchi, organista e compositore italiano († 1970)
- 1899 - Gastone Pierini, sollevatore italiano († 1967)
- 1899 - Renzo Ricci, attore e regista teatrale italiano († 1978)
- 1900 - Nicola Cassese, allenatore di calcio e calciatore italiano († 1968)
- 1900 - Erland Ellingsen, calciatore norvegese († 1973)
- 1900 - Vittorio Vidali, politico e antifascista italiano († 1983)

## XX secolo(933)
- 1901 - Guglielmo Bianchi, calciatore italiano († 1983)
- 1901 - Alexander Camaro, pittore tedesco († 1992)
- 1901 - Felix Wilbur Gingrich, grecista e biblista statunitense († 1993)
- 1902 - Margaret Herrick, statunitense († 1976)
- 1902 - Balthazar De Beuckelaer, schermidore belga († 1944)
- 1903 - Alison Frantz, fotografa e storica dell'arte statunitense († 1995)
- 1903 - Franz Kraus, militare tedesco († 1948)
- 1903 - Alessandro Pavolini, politico e giornalista italiano († 1945)
- 1903 - Israel Schiffmann, compositore di scacchi russo († 1930)
- 1903 - Luigi Ziroli, calciatore italiano († 1968)
- 1904 - Dimităr Angelov, insegnante e scrittore bulgaro († 1977)
- 1904 - Vladimír Bělík, calciatore cecoslovacco
- 1904 - Edvard Kocbek, poeta e partigiano sloveno († 1981)
- 1905 - Edoardo Avalle, calciatore italiano († 1999)
- 1905 - Ernst Baier, pattinatore artistico su ghiaccio tedesco († 2001)
- 1905 - Alfred Hamerlinck, ciclista su strada, pistard e ciclocrossista belga († 1993)
- 1905 - Konrad Heidkamp, calciatore tedesco († 1994)
- 1905 - Jiří Jesenský, schermidore cecoslovacco († 1942)
- 1905 - Vjekoslav Kaleb, scrittore croato († 1996)
- 1906 - William Empson, poeta e critico letterario inglese († 1984)
- 1906 - Eugenio Frola, matematico italiano († 1962)
- 1906 - Charles Simons, calciatore belga († 1979)
- 1906 - Sergio Stefanutti, ingegnere aeronautico italiano († 1992)
- 1906 - Jim Thompson, scrittore e sceneggiatore statunitense († 1977)
- 1907 - William Chappell, ballerino, scenografo e attore britannico († 1994)
- 1907 - Agnese Dubbini, attrice e mezzosoprano italiana († 1983)
- 1907 - Jack Harkness, calciatore scozzese († 1985)
- 1907 - Bernard Miles, attore e direttore teatrale britannico († 1991)
- 1907 - Raúl Silva Henríquez, cardinale e arcivescovo cattolico cileno († 1999)
- 1907 - Maria Treben, scrittrice ceca († 1991)
- 1908 - Hersz Berliński, attivista polacco († 1944)
- 1908 - Ewald Lindloff, militare tedesco († 1945)
- 1908 - Giuseppe Ferri, giurista italiano († 1988)
- 1908 - Rodolfo Lombardi, direttore della fotografia italiano († 1985)
- 1908 - Giovanni Pazzaglia, militare italiano († 1937)
- 1908 - Vladimirs Petrovs, scacchista lettone († 1943)
- 1908 - Ernie Schaaf, pugile statunitense († 1933)
- 1909 - Robert M. Hall, imprenditore e editore statunitense († 1998)
- 1909 - Majid Khadduri, giurista e politologo iracheno († 2007)
- 1909 - Ezio Rizzato, militare e partigiano italiano († 1944)
- 1909 - Remo Rossi, scultore svizzero († 1982)
- 1909 - Amerigo Tot, scultore, attore e pittore ungherese († 1984)
- 1909 - Ottorino Visconti di Modrone, nobile e attore italiano († 1978)
- 1909 - Clodoveo di Lippe, principe tedesco († 2000)
- 1910 - Luigi Bernabò Brea, archeologo italiano († 1999)
- 1910 - Antonio Cominelli, calciatore italiano
- 1910 - Biagio Pinto, politico e medico italiano († 2002)
- 1910 - Rudolf Weiß, ufficiale tedesco († 1958)
- 1910 - Giovanni Battista Scaglia, politico italiano († 2006)
- 1911 - Archie Butler, attore e stuntman statunitense († 1977)
- 1911 - George Chestnut, cestista statunitense († 1983)
- 1911 - Laura D'Oriano, agente segreta italiana († 1943)
- 1912 - Aluízio Freire Ramos Accioly Neto, cestista brasiliano († 1956)
- 1912 - Jean Forest, attore e sceneggiatore francese († 1980)
- 1912 - Léon Gauthier, vescovo vetero-cattolico svizzero († 2003)
- 1912 - Helge Helgesen, calciatore norvegese († 1992)
- 1912 - Václav Horák, calciatore cecoslovacco († 2000)
- 1912 - Charles Rollier, pittore svizzero († 1968)
- 1912 - Sigurd Svensson, cavaliere svedese († 1969)
- 1912 - Bob Synnott, cestista statunitense († 1985)
- 1912 - Heinz Wengler, ciclista su strada tedesco († 1942)
- 1913 - Siro Angeli, poeta, drammaturgo e sceneggiatore italiano († 1991)
- 1913 - Albert Ellis, psicologo statunitense († 2007)
- 1913 - Aimone Landi, ciclista su strada italiano († 1972)
- 1913 - Margery Mason, attrice e regista britannica († 2014)
- 1913 - Egidio Micheloni, calciatore italiano († 1992)
- 1914 - Gino Vinicio Gentili, archeologo italiano († 2006)
- 1914 - Gian Emilio Piazza, calciatore italiano († 1992)
- 1915 - Biagio Andò, politico italiano († 1961)
- 1915 - Milan Antolković, allenatore di calcio e calciatore jugoslavo († 2007)
- 1915 - Gianfranco Bianchi, giornalista, storico e partigiano italiano († 1992)
- 1915 - Frank Gerstle, attore statunitense († 1970)
- 1915 - Cy Howard, sceneggiatore, produttore cinematografico e regista statunitense († 1993)
- 1915 - Jack Parker, multiplista statunitense († 1964)
- 1915 - Victoria Risk, attrice statunitense († 1992)
- 1915 - Marcello Spadolini, ciclista su strada italiano († 2009)
- 1916 - Ferdinand Cattini, hockeista su ghiaccio svizzero († 1969)
- 1916 - Trento Longaretti, pittore italiano († 2017)
- 1916 - Vittorio Mussolini, funzionario, sceneggiatore e produttore cinematografico italiano († 1997)
- 1917 - Giuseppe Gentili, fantino italiano († 1978)
- 1918 - Maurice-Bernard Endrèbe, scrittore, traduttore e autore televisivo francese († 2005)
- 1918 - Jenne Langhout, hockeista su prato olandese († 2010)
- 1918 - Martin Ryle, astronomo britannico († 1984)
- 1919 - Dino Antonini, calciatore italiano
- 1919 - Bob Bray, pallanuotista statunitense († 2006)
- 1919 - Umberto Folli, pittore italiano († 1989)
- 1919 - Maria Lai, artista italiana († 2013)
- 1919 - Enrico Luzi, attore e doppiatore italiano († 2011)
- 1919 - Jayne Meadows, attrice statunitense († 2015)
- 1919 - Pietro Omodeo, biologo e saggista italiano († 2024)
- 1919 - Sesto Prete, filologo e paleografo italiano († 1991)
- 1919 - Gaetano Valente, storico e presbitero italiano († 2013)
- 1919 - James H. Wilkinson, matematico britannico († 1986)
- 1920 - Marcos Aurelio Di Paulo, calciatore argentino († 1996)
- 1920 - Pasquale Columbro, politico italiano († 1979)
- 1920 - William Conrad, doppiatore, attore e regista statunitense († 1994)
- 1920 - Henry Farrell, scrittore e sceneggiatore statunitense († 2006)
- 1920 - Titti Maartmann, slittinista norvegese († 2018)
- 1920 - Giuseppe Perego, militare italiano († 1943)
- 1920 - Carlo Alberto dalla Chiesa, generale e prefetto italiano († 1982)
- 1921 - Raffaele Camba, medico e politico italiano († 1979)
- 1921 - Giovanni D'Eramo, sceneggiatore e regista italiano
- 1921 - Miklós Jancsó, regista e sceneggiatore ungherese († 2014)
- 1922 - Vincenzo Aliberti, politico e avvocato italiano († 1997)
- 1922 - Håkon Kindervåg, calciatore norvegese († 1990)
- 1922 - Luigi Moretti, storico e epigrafista italiano († 1991)
- 1922 - Arthur Penn, regista e produttore cinematografico statunitense († 2010)
- 1923 - Amilcare Dallagherarda, partigiano italiano († 1944)
- 1923 - Mary McCarty, attrice e cantante statunitense († 1980)
- 1923 - Renzo Merlin, calciatore e allenatore di calcio italiano († 2003)
- 1923 - Johnny Morris, allenatore di calcio e calciatore inglese († 2011)
- 1923 - Barbara Pilavin, attrice italiana († 2005)
- 1923 - Renato Quartini, partigiano italiano († 1945)
- 1924 - Tim Dinsdale, ingegnere britannico († 1987)
- 1924 - Magnar Estenstad, fondista norvegese († 2004)
- 1924 - André Kamperveen, calciatore, dirigente sportivo e politico surinamese († 1982)
- 1924 - Bud Powell, pianista e compositore statunitense († 1966)
- 1924 - Fred Singer, fisico austriaco († 2020)
- 1924 - Josef Škvorecký, scrittore ceco († 2012)
- 1925 - Ferdinando Bologna, storico dell'arte italiano († 2019)
- 1925 - Robert Geoffrey Edwards, biologo britannico († 2013)
- 1925 - Marco Gerra, pittore italiano († 2000)
- 1925 - Sergio Lanfranchi, rugbista a 15 e allenatore di rugby a 15 italiano († 2000)
- 1925 - Francesco Leoni, fotografo italiano († 2000)
- 1925 - Agnes Loyd, cestista statunitense († 2019)
- 1925 - Budimir Alekseevič Metal'nikov, sceneggiatore e regista sovietico († 2001)
- 1925 - Ahmad Reza Pahlavi, principe iraniano († 1981)
- 1925 - Aleksandr Trofimovič Petrov, calciatore sovietico († 1972)
- 1926 - Jorge Anaya, ammiraglio argentino († 2008)
- 1926 - Silvio Miana, politico e sindacalista italiano († 2016)
- 1926 - Audrey Patterson, velocista statunitense († 1996)
- 1926 - Alberto Ronchey, giornalista, saggista e politico italiano († 2010)
- 1927 - Chrysostomos I di Cipro, arcivescovo ortodosso e politico cipriota († 2007)
- 1927 - Red Rodney, trombettista statunitense († 1994)
- 1927 - Emmanuel III Delly, cardinale e patriarca cattolico iracheno († 2014)
- 1927 - Francesco Vincenzo Guglielmino, matematico italiano († 2013)
- 1927 - Boris Porena, musicologo e compositore italiano († 2022)
- 1927 - Romano Scarpa, fumettista e animatore italiano († 2005)
- 1927 - Sada Thompson, attrice statunitense († 2011)
- 1927 - Todor Živanović, calciatore jugoslavo († 1978)
- 1928 - Giuseppe Germano Bernardini, arcivescovo cattolico e missionario italiano († 2023)
- 1928 - Bernard Bragg, attore statunitense († 2018)
- 1928 - Paolo Citraro, pittore, scultore e decoratore italiano († 2023)
- 1928 - Mario De Gaudio, giornalista, scrittore e poeta italiano († 2000)
- 1928 - Glen Pettinger, cestista canadese († 2019)
- 1929 - Giancarlo Ferri, politico italiano († 2014)
- 1929 - Leonard Harris, attore, scrittore e critico cinematografico statunitense († 2011)
- 1929 - Henry E. Holt, astronomo statunitense († 2019)
- 1929 - Bruno Junk, marciatore sovietico († 1995)
- 1929 - Tina Ramirez, ballerina, coreografa e direttrice artistica statunitense († 2022)
- 1929 - Suzanne Schiffman, sceneggiatrice e regista francese († 2001)
- 1930 - Umberto Becchelli, avvocato e politico italiano († 2000)
- 1930 - John Fraser Muth, economista statunitense († 2005)
- 1930 - Alan Shugart, informatico e imprenditore statunitense († 2006)
- 1931 - Giovanni Colombo, ex calciatore italiano
- 1931 - Alan Fletcher, designer inglese († 2006)
- 1931 - Freddy Quinn, cantante e attore austriaco
- 1932 - Geoff Bent, calciatore inglese († 1958)
- 1932 - Mario Bertoncini, compositore e pianista italiano († 2019)
- 1932 - Roger C. Carmel, attore statunitense († 1986)
- 1932 - Yash Chopra, regista e produttore cinematografico indiano († 2012)
- 1932 - Edward Muscare, personaggio televisivo e youtuber statunitense († 2012)
- 1932 - Marcia Neugebauer, fisica, geofisica e astrofisica statunitense
- 1932 - Oliver Williamson, economista statunitense († 2020)
- 1933 - Greg Morris, attore statunitense († 1996)
- 1933 - Will Sampson, attore, cavaliere e pittore statunitense († 1987)
- 1934 - Jack Adams, cestista e allenatore di pallacanestro statunitense († 2015)
- 1934 - Wilford Brimley, attore e stuntman statunitense († 2020)
- 1934 - Franco Cangini, giornalista italiano († 2017)
- 1934 - Claude Jarman Jr., attore statunitense († 2025)
- 1934 - Pier Francesco Pingitore, drammaturgo, regista e sceneggiatore italiano
- 1935 - Donatien Laurent, linguista e etnomusicologo francese († 2020)
- 1935 - Paul Lowe, giocatore di football americano statunitense
- 1935 - Al MacNeil, dirigente sportivo, hockeista su ghiaccio e allenatore di hockey su ghiaccio canadese († 2025)
- 1935 - Jerry Shipp, cestista statunitense († 2021)
- 1935 - Natalija Šachovskaja, violoncellista russa († 2017)
- 1936 - Don Cornelius, conduttore televisivo e produttore televisivo statunitense († 2012)
- 1936 - Pedro Cuatrecasas, biochimico spagnolo († 2025)
- 1936 - Francesco Delfino, generale italiano († 2014)
- 1936 - Jean-Marc Ela, presbitero, teologo e sociologo camerunese († 2008)
- 1936 - Bruno Gironcoli, scultore austriaco († 2010)
- 1936 - Sancho Gracia, attore spagnolo († 2012)
- 1936 - Şeref Has, calciatore turco († 2019)
- 1936 - Fernando Pannullo, attore teatrale, regista teatrale e drammaturgo italiano († 2019)
- 1936 - Michele Straniero, cantautore, musicologo e giornalista italiano († 2000)
- 1937 - Wally Boyer, ex hockeista su ghiaccio canadese
- 1937 - Vasyl' Durdynec', politico ucraino
- 1937 - Samuel Ndhlovu, calciatore e allenatore di calcio zambiano († 2001)
- 1937 - Valentin Sergeevič Pavlov, politico sovietico († 2003)
- 1938 - Günter Brus, pittore, scrittore e performance artist austriaco († 2024)
- 1938 - Jean-Loup Dabadie, giornalista, scrittore e sceneggiatore francese († 2020)
- 1938 - Andreas Franzke, storico dell'arte tedesco
- 1938 - Betty Lou Keim, attrice statunitense († 2010)
- 1938 - Jim Ross Lightfoot, politico statunitense
- 1938 - Riccardo Moradei, ex calciatore italiano
- 1938 - Alberto Orlando, ex calciatore italiano
- 1938 - Piero Sammataro, attore e regista teatrale italiano († 2013)
- 1938 - René Schiermeyer, lottatore francese
- 1938 - David Socha, arbitro di calcio statunitense († 2025)
- 1939 - Garrick Hagon, attore britannico
- 1939 - Giorgio Mazza, ex ostacolista italiano
- 1939 - Gianantonio Mazzocchin, politico italiano
- 1939 - Rogelio Melencio, cestista e allenatore di pallacanestro filippino († 1995)
- 1939 - Eugenia Scabini, psicologa italiana
- 1939 - Renate Schroeter, attrice tedesca († 2017)
- 1939 - Kathy Whitworth, golfista statunitense († 2022)
- 1940 - Misha'al Al-Ahmad Al-Jaber Al Sabah, emiro kuwaitiano
- 1940 - Josephine Barstow, soprano inglese
- 1940 - Benoni Beheyt, ex ciclista su strada e pistard belga
- 1940 - Gianni Elsner, attore, conduttore radiofonico e politico italiano († 2009)
- 1940 - Philippe Forquet, attore francese († 2020)
- 1940 - Giorgio Fulco, filologo italiano († 2000)
- 1940 - Klaus Jungnickel, cestista e allenatore di pallacanestro tedesco († 2024)
- 1940 - Fatema Mernissi, scrittrice e sociologa marocchina († 2015)
- 1940 - Domenico Padovano, vescovo cattolico italiano († 2019)
- 1940 - Pietro Saraceno, storico italiano († 1998)
- 1941 - Martín Anza, ex cestista portoricano
- 1941 - Peter Bonetti, calciatore inglese († 2020)
- 1941 - Tommaso di Ciaula, scrittore, poeta e sceneggiatore italiano († 2021)
- 1941 - Carlo Forteleoni, politico italiano († 2013)
- 1941 - Philip Gossett, musicologo, storico e saggista statunitense († 2017)
- 1941 - Giulio Savelli, editore e politico italiano († 2020)
- 1941 - Volkhard Uhlig, ex cestista tedesco
- 1942 - Arthur Blank, imprenditore statunitense
- 1942 - Graeme Clifford, regista australiano
- 1942 - Gonzalo Duarte García de Cortázar, vescovo cattolico cileno
- 1942 - Lorenz Horr, calciatore tedesco († 2023)
- 1942 - Dith Pran, fotoreporter cambogiano († 2008)
- 1942 - Detlef Thorith, discobolo tedesco († 2019)
- 1942 - Elena Zennaro, ex nuotatrice italiana
- 1943 - Randy Bachman, cantautore, chitarrista e armonicista canadese
- 1943 - Enrico Bertorelli, attore e doppiatore italiano († 2020)
- 1943 - Van Chancellor, allenatore di pallacanestro statunitense
- 1943 - Hervé d'Encausse, ex astista francese
- 1943 - Amedeo di Savoia-Aosta, imprenditore italiano († 2021)
- 1943 - Ann Stepan, politica statunitense († 2015)
- 1943 - Liisa Suihkonen, ex fondista finlandese
- 1944 - Tom Bender, cestista statunitense († 2014)
- 1944 - Dennis Burnett, allenatore di calcio e ex calciatore inglese
- 1944 - Villy Haugen, ex pattinatore di velocità su ghiaccio norvegese
- 1944 - Gillian Linscott, scrittrice britannica
- 1944 - Raul Plassmann, allenatore di calcio e ex calciatore brasiliano
- 1944 - Ramesh Talwar, regista indiano
- 1945 - César Augusto Sebba, ex cestista brasiliano
- 1945 - Sture Johnsson, ex giocatore di badminton svedese
- 1945 - Kyoesti Laasonen, ex arciere finlandese
- 1945 - Aleksandr Markovič Poljakov, fisico russo
- 1946 - Nikos Anastasiadīs, politico cipriota
- 1946 - Yoshimi Inoue, karateka giapponese († 2015)
- 1946 - Peter H. Kostmayer, politico statunitense
- 1946 - Mario Musiello, allenatore di calcio e calciatore italiano († 2010)
- 1946 - Enzo Petriglia, ex pugile italiano
- 1946 - Denijal Pirić, allenatore di calcio e ex calciatore bosniaco
- 1946 - Dottie Sutcliffe, ex nuotatrice rhodesiana
- 1947 - Meat Loaf, cantante e attore statunitense († 2022)
- 1947 - Dick Advocaat, allenatore di calcio e ex calciatore olandese
- 1947 - Harry Baer, attore tedesco
- 1947 - Barbara Dickson, attrice e cantante scozzese
- 1947 - Bernard Ford, danzatore su ghiaccio britannico († 2023)
- 1947 - Ken Geddes, ex giocatore di football americano statunitense
- 1947 - Svein Kvia, allenatore di calcio e calciatore norvegese († 2005)
- 1947 - Denis Lawson, attore britannico
- 1947 - Vjačeslav Maksakov, attore e regista sovietico († 2023)
- 1947 - Habib, cantautore, compositore e musicista iraniano († 2016)
- 1947 - Luiz Carlos de Almeida Peixoto, ex cestista brasiliano
- 1947 - Lammie Robertson, calciatore scozzese († 2023)
- 1947 - Jens Tang Olesen, allenatore di calcio danese
- 1947 - Liz Torres, attrice e cantante statunitense
- 1947 - Jesper Tørring, ex altista, lunghista e ostacolista danese
- 1947 - Mary Jo White, politica e avvocato statunitense
- 1948 - Tom Braidwood, attore canadese
- 1948 - Giorgio Cremaschi, sindacalista, politico e saggista italiano
- 1948 - Michele Dotrice, attrice britannica
- 1948 - Cesare Ferrario, attore, sceneggiatore e regista italiano
- 1948 - Santiago Lanzuela, politico e economista spagnolo († 2020)
- 1948 - A Martinez, attore e cantante statunitense
- 1948 - Franco Montagna, matematico e logico italiano († 2015)
- 1949 - Anita Bartolucci, attrice e doppiatrice italiana
- 1949 - Julija Bojanova, ex cestista e dirigente sportiva bulgara
- 1949 - Bruce Chilton, biblista statunitense
- 1949 - Cosimo De Tommaso, imprenditore e sociologo italiano
- 1949 - Ken Gardner, cestista statunitense († 2024)
- 1949 - Daniele Papi, dirigente sportivo italiano
- 1949 - Masaaki Shirakawa, economista giapponese
- 1949 - Jahn Teigen, cantante e polistrumentista norvegese († 2020)
- 1949 - Alfredo Horacio Zecca, arcivescovo cattolico argentino († 2022)
- 1950 - Ion Crăciunescu, ex arbitro di calcio rumeno
- 1950 - Andrea Esposito, calciatore italiano († 2018)
- 1950 - Linda Lewis, cantautrice e musicista britannica († 2023)
- 1950 - John Marsden, scrittore e insegnante australiano († 2024)
- 1950 - Adrian Porumboiu, imprenditore rumeno
- 1950 - Héctor Scotta, ex calciatore argentino
- 1950 - Rachmawati Sukarnoputri, politica indonesiana († 2021)
- 1950 - Cary-Hiroyuki Tagawa, attore giapponese
- 1950 - Chuck Terry, ex cestista statunitense
- 1951 - Péter Baczakó, sollevatore ungherese († 2008)
- 1951 - Franco Brera, musicista, critico musicale e compositore italiano
- 1951 - Bob Lauriski, cestista statunitense († 2014)
- 1951 - Ottar Mikael Myrseth, vescovo norvegese
- 1951 - Bobbo Nordenskiöld, ex sciatore alpino e allenatore di sci alpino svedese
- 1951 - Jim Shooter, fumettista e editore statunitense († 2025)
- 1951 - João Cardoso, ex calciatore portoghese
- 1951 - Steve Soper, pilota automobilistico britannico
- 1951 - Phil Tippett, effettista e regista statunitense
- 1951 - Wojciech Giertych, teologo, docente e religioso polacco
- 1951 - Anna Zamboni, ex modella italiana
- 1951 - Ren Ōsugi, attore giapponese († 2018)
- 1952 - Paolo Casalegno, logico e filosofo italiano († 2009)
- 1952 - Ed Case, politico statunitense
- 1952 - Nicola D'Ascanio, politico italiano
- 1952 - Katie Fforde, scrittrice britannica
- 1952 - Michio Hoshino, fotografo giapponese († 1996)
- 1952 - Chris Merritt, tenore statunitense
- 1952 - Dumitru Dorin Prunariu, cosmonauta rumeno
- 1952 - Buddy Rose, wrestler statunitense († 2009)
- 1952 - André Viger, atleta paralimpico canadese († 2006)
- 1953 - Diane Abbott, politica britannica
- 1953 - Mata Amritanandamayi, religiosa indiana
- 1953 - Mauro Betta, politico italiano
- 1953 - David Bradley, attore britannico
- 1953 - Benjamin Brown, velocista statunitense († 1996)
- 1953 - Raimondo Cappa, velista italiano
- 1953 - Wacław Depo, arcivescovo cattolico polacco
- 1953 - Claudio Gentile, ex calciatore, allenatore di calcio e dirigente sportivo italiano
- 1953 - Greg Ham, musicista e compositore australiano († 2012)
- 1953 - Monte Towe, ex cestista e allenatore di pallacanestro statunitense
- 1954 - Carmen Casteiner, ex tuffatrice italiana
- 1954 - Vincenzo Chiarenza, ex calciatore e allenatore di calcio italiano
- 1954 - Adriano Espaillat, politico statunitense
- 1954 - Dougie MacLean, cantautore, polistrumentista e compositore britannico
- 1954 - Bernadette Manca di Nissa, contralto italiano
- 1954 - Leonardo Paganelli, grecista e ebraista italiano († 2025)
- 1954 - Dmitrij Julianovič Sitkoveckij, violinista e direttore d'orchestra sovietico
- 1954 - Maurizio Testa, giornalista e scrittore italiano
- 1954 - Sylvester Turner, politico e avvocato statunitense († 2025)
- 1954 - Larry Wall, programmatore statunitense
- 1955 - Charles Burns, fumettista e illustratore statunitense
- 1955 - Domenico Comino, ex politico italiano
- 1955 - Spas Dževizov, allenatore di calcio e ex calciatore bulgaro
- 1955 - John L. Estrada, ex militare statunitense
- 1955 - Luigi Freroni, ex danzatore su ghiaccio italiano
- 1955 - Felix Healy, ex calciatore nordirlandese
- 1955 - Dirk Heirweg, ciclista su strada e pistard belga
- 1955 - Piero Molducci, allenatore di pallavolo italiano († 2021)
- 1955 - Andrea Mátay, ex altista ungherese
- 1955 - Richard Nowakowski, ex pugile tedesco
- 1955 - Lorenzo Piani, cantautore italiano († 2016)
- 1955 - Claudio Ricciarelli, ex calciatore italiano
- 1956 - Joy Alappat, vescovo cattolico indiano
- 1956 - Steve Archibald, ex calciatore e allenatore di calcio scozzese
- 1956 - Paolo Brosio, giornalista, scrittore e conduttore televisivo italiano
- 1956 - Gino De Stefani, compositore, musicista e cantante italiano
- 1956 - Giuseppe Dimitri, terrorista e politico italiano († 2006)
- 1956 - Ivica Dukan, ex cestista jugoslavo
- 1956 - Lennart Jähkel, attore svedese
- 1956 - José Pasqualetti, allenatore di calcio, dirigente sportivo e ex calciatore francese
- 1956 - Giuseppina Paterniti, giornalista, autrice televisiva e scrittrice italiana
- 1956 - Pascal Simon, ex ciclista su strada e ciclocrossista francese
- 1957 - Adolfo Fagúndez, ex giocatore di calcio a 5 argentino
- 1957 - Tino Lettieri, ex calciatore italiano
- 1957 - Bernard Moullier, ex saltatore con gli sci francese
- 1957 - Aldo Patriciello, politico italiano
- 1957 - Adolfo Ruiz-Díaz, allenatore di calcio a 5 e ex giocatore di calcio a 5 paraguaiano
- 1957 - Peter Sellars, regista teatrale statunitense
- 1957 - Branko Smiljanić, ex calciatore e allenatore di calcio serbo
- 1957 - Bożena Wołujewicz, ex cestista polacca
- 1958 - Shaun Cassidy, attore televisivo, cantante e sceneggiatore statunitense
- 1958 - John Fedorowicz, scacchista statunitense
- 1958 - Krsto Jandrić, politico bosniaco
- 1958 - Andreu Plaza, allenatore di calcio a 5 spagnolo
- 1958 - Ross Reynolds, ex rugbista a 15, allenatore di rugby a 15 e imprenditore australiano
- 1958 - Quique Setién, allenatore di calcio e ex calciatore spagnolo
- 1958 - Irvine Welsh, scrittore e drammaturgo britannico
- 1958 - Billy Williams, ex cestista statunitense
- 1959 - Stephen Caffrey, attore statunitense
- 1959 - Beth Heiden, ex pattinatrice di velocità su ghiaccio, ex ciclista su strada e ex fondista statunitense
- 1959 - Mark Inglis, alpinista e ex paraciclista neozelandese
- 1959 - Robert Juričko, ex calciatore jugoslavo
- 1959 - Giacomo Portas, politico italiano
- 1959 - Guido Rumici, storico e saggista italiano
- 1959 - Belen Thomas, cantante e compositrice italiana
- 1960 - Jean-Marc Barr, attore e regista francese
- 1960 - Christopher Cousins, attore statunitense
- 1960 - Leonardo David, sciatore alpino italiano († 1985)
- 1960 - Debi Derryberry, doppiatrice statunitense
- 1960 - Harry Goaz, attore statunitense
- 1960 - Frank Hartmann, ex calciatore tedesco
- 1960 - Marc Lauxtermann, bizantinista e filologo olandese
- 1960 - Patrick Lindner, cantante, showman e attore tedesco
- 1960 - Manfred Nerlinger, ex sollevatore e imprenditore tedesco
- 1960 - Shane O'Brien, ex canottiere neozelandese
- 1961 - Fausto Bonzi, fondista di corsa in montagna italiano
- 1961 - Norris Coleman, ex cestista statunitense
- 1961 - Daniele D'Orto, allenatore di calcio a 5 e ex giocatore di calcio a 5 italiano
- 1961 - Waldemar Matysik, allenatore di calcio e ex calciatore polacco
- 1961 - Monty Oxy Moron, tastierista britannico
- 1961 - Antonella Mularoni, politica e ex magistrato sammarinese
- 1961 - Jean-Marc Rozon, ex sciatore freestyle canadese
- 1961 - Akiyuki Shinbō, regista giapponese
- 1962 - Khaled Al Khamissi, scrittore, regista e giornalista egiziano
- 1962 - Yawe Davis, pugile italiano († 2024)
- 1962 - Hans Deunk, ex calciatore norvegese
- 1962 - Geppi Di Stasio, attore, regista e drammaturgo italiano
- 1962 - Gábor Fodor, politico ungherese
- 1962 - Christelle Guignard, ex sciatrice alpina francese
- 1962 - Miodrag Kadija, allenatore di pallacanestro montenegrino
- 1962 - Mark Leonard, ex calciatore inglese
- 1962 - Francesco Mandragona, ex canoista italiano
- 1962 - Iosif Rotariu, ex calciatore rumeno
- 1963 - David Cooke, ex cestista statunitense
- 1963 - Matteo Dotto, giornalista italiano
- 1963 - Yōji Enokido, sceneggiatore giapponese
- 1963 - Astrid M. Fünderich, attrice tedesca
- 1963 - Alžbeta Havrančíková, ex fondista slovacca
- 1963 - Hillary Jordan, scrittrice statunitense
- 1963 - Scott Lawrence, attore statunitense
- 1963 - Marc Maron, cabarettista, scrittore e attore statunitense
- 1963 - Caren Metschuck, ex nuotatrice tedesca
- 1963 - Gianluca Savoini, politico e giornalista italiano
- 1963 - Jeremy Stacey, batterista e tastierista britannico
- 1963 - Brian Steele, stuntman e attore statunitense
- 1964 - Paolo Bisi, disegnatore italiano
- 1964 - Tony Fucile, animatore, designer e illustratore statunitense
- 1964 - Huo Tingxiao, scenografo cinese
- 1964 - Vera Mossa, ex pallavolista brasiliana
- 1964 - Stefano Santuz, dirigente sportivo e ex pallavolista italiano
- 1964 - André Sehmisch, ex biatleta tedesco
- 1964 - Jan Solar, ex calciatore cecoslovacco
- 1964 - Gianluca Maria Tavarelli, regista e sceneggiatore italiano
- 1965 - Farhat Omar Bengdara, politico e banchiere libico
- 1965 - Doug Chandler, pilota motociclistico statunitense
- 1965 - Giovanni Fidanza, dirigente sportivo e ex ciclista su strada italiano
- 1965 - Steve Kerr, allenatore di pallacanestro, dirigente sportivo e ex cestista statunitense
- 1965 - Gela Ketashvili, ex calciatore sovietico
- 1965 - Martina Liptáková, ex cestista cecoslovacca
- 1965 - Peter MacKay, avvocato e politico canadese
- 1965 - Michael Oenning, allenatore di calcio e ex calciatore tedesco
- 1965 - Francesca Prestia, cantante italiana
- 1965 - Maria Schrader, attrice e regista tedesca
- 1965 - Jeferson Moreira, cavaliere brasiliano
- 1966 - Ramiro Blas, attore argentino
- 1966 - Jovanotti, cantautore, rapper e disc jockey italiano
- 1966 - Francesco Di Fiore, pianista e compositore italiano
- 1966 - Valeriano Fiorin, allenatore di calcio e ex calciatore italiano
- 1966 - Sigurður Jónsson, allenatore di calcio e ex calciatore islandese
- 1966 - Damiano Longhi, allenatore di calcio e ex calciatore italiano
- 1966 - Debbie Wasserman Schultz, politica statunitense
- 1966 - Stephanie Wilson, astronauta statunitense
- 1967 - Anna Birjukova, ex triplista russa
- 1967 - Francisco Camarasa, ex calciatore spagnolo
- 1967 - Stephan Freigang, ex maratoneta e mezzofondista tedesco
- 1967 - Victor Manuelle, musicista e cantante statunitense
- 1967 - Roberta Mazzoni, danzatrice italiana
- 1967 - Enrico Montani, politico italiano
- 1967 - Uche Okechukwu, ex calciatore nigeriano
- 1967 - Andrej Pjatnickij, allenatore di calcio e ex calciatore sovietico
- 1967 - Francis Renaud, attore francese
- 1967 - Sandra Savaglio, astronoma, astrofisica e politica italiana
- 1967 - Hermawan Susanto, ex giocatore di badminton indonesiano
- 1967 - Jacob Svinggaard, ex calciatore e ex giocatore di calcio a 5 danese
- 1967 - Andrij Sydel'nykov, ex calciatore sovietico
- 1967 - Enrico Zaina, ex ciclista su strada italiano
- 1968 - Mauro Antonioli, allenatore di calcio e ex calciatore italiano
- 1968 - Stipe Balajić, allenatore di calcio e ex calciatore croato
- 1968 - Mark Bradtke, ex cestista australiano
- 1968 - Steve Chettle, allenatore di calcio e ex calciatore inglese
- 1968 - Ingela Ericsson, ex canoista svedese
- 1968 - Jonathan Evison, scrittore statunitense
- 1968 - Mari Kiviniemi, politica finlandese
- 1968 - František Máka, ex combinatista nordico ceco
- 1968 - Patrick Muldoon, attore e cantante statunitense
- 1968 - Indra Ové, attrice inglese
- 1968 - Steffen Rein, ex ciclista su strada e pistard tedesco
- 1968 - Héctor Enrique Rivas, ex calciatore venezuelano
- 1968 - Hamílton de Souza, ex calciatore brasiliano
- 1968 - Tod Williams, regista, produttore cinematografico e sceneggiatore statunitense
- 1968 - Aramayis Yepiskoposyan, ex calciatore armeno
- 1968 - Matjaž Zupan, ex saltatore con gli sci sloveno
- 1969 - Patrizia Di Napoli, mezzofondista italiana
- 1969 - Todd Michael Hall, cantante statunitense
- 1969 - Vesa Hietalahti, ex biatleta finlandese
- 1969 - Lester Holmes, ex giocatore di football americano statunitense
- 1969 - Walter Jeklin, ex cestista e dirigente sportivo sloveno
- 1969 - Sari Karttunen, ex cestista svedese
- 1969 - Sofia Milos, attrice e modella italiana
- 1969 - Nicola Porro, giornalista, conduttore televisivo e saggista italiano
- 1969 - François Simond, ex sciatore alpino francese
- 1970 - Robert Burbano, ex calciatore ecuadoriano
- 1970 - Tamás Bódog, allenatore di calcio e ex calciatore ungherese
- 1970 - Stef Kamil Carlens, artista e musicista belga
- 1970 - Marcus Gayle, ex calciatore giamaicano
- 1970 - John Maduka, allenatore di calcio e ex calciatore malawiano
- 1970 - Pedro Mairal, scrittore argentino
- 1970 - Anders Michelsen, ex calciatore norvegese
- 1970 - Thomas Michelsen, ex calciatore norvegese
- 1970 - Anna Richardson, conduttrice televisiva britannica
- 1970 - Shin Bum-chul, ex calciatore sudcoreano
- 1970 - Mattias Sunneborn, ex lunghista svedese
- 1970 - Tamara Taylor, attrice canadese
- 1970 - Norito Yashima, attore e doppiatore giapponese
- 1971 - Agata Kulesza, attrice polacca
- 1971 - Marlon Ayoví, ex calciatore ecuadoriano
- 1971 - Marco Ciardiello, ex calciatore italiano
- 1971 - Amanda Detmer, attrice statunitense
- 1971 - Maya Fernández Allende, politica cilena
- 1971 - Olivier Frapolli, allenatore di calcio e ex calciatore francese
- 1971 - Diony Guerra, ex calciatore venezuelano
- 1971 - Rajko Jokanović, pallavolista serbo
- 1971 - Rémi Lefebvre, politologo francese
- 1971 - Graham Little, ex calciatore scozzese
- 1971 - Tom Nyariki, ex mezzofondista e maratoneta keniota
- 1971 - Corinna Panzeri, schermitrice italiana
- 1971 - Clarisse Rasoarizay, maratoneta malgascia
- 1971 - Alonzo Spellman, ex giocatore di football americano statunitense
- 1971 - Olaf Thorsen, chitarrista italiano
- 1972 - Jafal Rashed Al-Kuwari, ex calciatore qatariota
- 1972 - Chris Avellone, autore di videogiochi e informatico statunitense
- 1972 - Ángel Casero, ex ciclista su strada spagnolo
- 1972 - Sylvia Crawley, ex cestista e allenatrice di pallacanestro statunitense
- 1972 - Marko Dolenc, ex biatleta e fondista sloveno
- 1972 - Aljaksej Fëdaraŭ, scacchista bielorusso
- 1972 - Clara Hughes, ex ciclista su strada, pistard e ex pattinatrice di velocità su ghiaccio canadese
- 1972 - Tatiana Kutlíková, biatleta e fondista slovacca
- 1972 - Bibian Mentel, snowboarder olandese († 2021)
- 1972 - Gwyneth Paltrow, attrice, imprenditrice e cantante statunitense
- 1972 - Giuseppina Princi, politica italiana
- 1972 - Martín Saban, regista cinematografico argentino
- 1972 - Jorge Salcedo, allenatore di calcio e ex calciatore statunitense
- 1972 - Lhasa de Sela, cantautrice statunitense († 2010)
- 1972 - Dmitrij Vjaz'mikin, ex calciatore russo
- 1972 - Dewayne Washington, ex giocatore di football americano statunitense
- 1973 - Margot Abascal, attrice, cantante e regista francese
- 1973 - Tim Harford, economista, giornalista e divulgatore scientifico britannico
- 1973 - Vratislav Lokvenc, ex calciatore ceco
- 1973 - Cristiano Masper, ex cestista italiano
- 1973 - Tina Nicholson, ex cestista statunitense
- 1973 - Stanislav Pozdnjakov, schermidore russo
- 1973 - Indira Varma, attrice britannica
- 1974 - Lodewijk Asscher, politico olandese
- 1974 - Vít Baránek, allenatore di calcio e ex calciatore ceco
- 1974 - Carrie Brownstein, musicista, scrittrice e attrice statunitense
- 1974 - Fangio Buyse, allenatore di calcio e ex calciatore belga
- 1974 - Otar Chrdileli, ingegnere, giornalista e politico georgiano
- 1974 - Boosta, tastierista, compositore e scrittore italiano
- 1974 - Dmitrij Domani, ex cestista russo
- 1974 - Emanuele Farneti, giornalista italiano
- 1974 - Bryan Gasperoni, ex calciatore sammarinese
- 1974 - Pedro Horrillo, ex ciclista su strada spagnolo
- 1974 - Justine Lévy, scrittrice francese
- 1974 - Janus Metz Pedersen, regista danese
- 1974 - Alberto Monteagudo, allenatore di calcio e ex calciatore spagnolo
- 1974 - Yannick Rott, ex calciatore francese
- 1974 - Jin Satō, ex calciatore giapponese
- 1974 - Eliphas Shivute, ex calciatore namibiano
- 1974 - Trick Daddy, rapper statunitense
- 1975 - Tajama Abraham, ex cestista e allenatrice di pallacanestro americo-verginiana
- 1975 - Trifone Altieri, politico italiano
- 1975 - Edson Alvarado, ex calciatore messicano
- 1975 - Alessandro Giuli, giornalista e politico italiano
- 1975 - Ed Gray, ex cestista statunitense
- 1975 - Paolo Grimoldi, politico italiano
- 1975 - Chris Herren, ex cestista statunitense
- 1975 - Ismaël Koudou, ex calciatore burkinabé
- 1975 - Sam Lee, attore, cantante e rapper cinese
- 1975 - David Ljung, ex calciatore svedese
- 1975 - Dieudonné Mouyouma, allenatore di calcio e ex calciatore gabonese
- 1975 - Krzysztof Nowak, calciatore polacco († 2005)
- 1975 - Dmitri Spirin, ex calciatore azero
- 1976 - Monika Absolonová, cantante e attrice ceca
- 1976 - Caterina Biti, politica italiana
- 1976 - Nick Davis, ex cestista statunitense
- 1976 - Giorgio Del Signore, ex calciatore italiano
- 1976 - Matt Harding, designer statunitense
- 1976 - Michael Johnson, ex cestista statunitense
- 1976 - Aurélie Konaté, attrice, cantante e ballerina francese
- 1976 - Cheri Madsen, atleta paralimpica statunitense
- 1976 - Nicola Maggio, militare italiano
- 1976 - Tuono Pettinato, fumettista e illustratore italiano († 2021)
- 1976 - Luca Parmitano, militare e astronauta italiano
- 1976 - Juha Salminen, pilota motociclistico finlandese
- 1976 - Francesco Totti, ex calciatore italiano
- 1977 - Lucas Bernardi, allenatore di calcio e ex calciatore argentino
- 1977 - Steven Douglas, ex calciatore scozzese
- 1977 - Aaron Gibson, ex giocatore di football americano statunitense
- 1977 - Luis Alberto Hernando, ultramaratoneta, ex biatleta e ex fondista spagnolo
- 1977 - Omar Magliona, pilota automobilistico italiano
- 1977 - Michael C. Maronna, attore statunitense
- 1977 - Sébastien Pauvert, ex calciatore francese
- 1977 - Diego Raimondi, ex calciatore e allenatore di calcio argentino
- 1977 - Ruth Sacks, artista sudafricana
- 1977 - Kristine Sand, ex cestista norvegese
- 1977 - Slaine, rapper e attore statunitense
- 1977 - Jovo Stanojević, ex cestista serbo
- 1977 - Dan Starkey, attore britannico
- 1977 - Andrus Värnik, ex giavellottista estone
- 1978 - Tomáš Bureš, ex calciatore ceco
- 1978 - Vit'ali Daraselia, ex calciatore georgiano
- 1978 - Tiziano Della Ratta, militare italiano († 2013)
- 1978 - Nate DiCasmirro, allenatore di hockey su ghiaccio e ex hockeista su ghiaccio statunitense
- 1978 - Valentina Donvito, ex cestista italiana
- 1978 - Hrvoje Henjak, ex cestista croato
- 1978 - Nadija Kazimirčuk, schermitrice ucraina
- 1978 - Ani Lorak, cantante ucraina
- 1978 - Jean-Joël Perrier-Doumbé, ex calciatore camerunese
- 1978 - Jon Rauch, ex giocatore di baseball statunitense
- 1978 - Daniel Reinoso, ex calciatore ecuadoriano
- 1978 - Courtney Rodney, calciatore montserratiano
- 1978 - Wang Chunlu, ex pattinatrice di short track cinese
- 1978 - Franky Zapata, pilota motonautico e inventore francese
- 1979 - Zita Görög, attrice ungherese
- 1979 - Maksym Myrhorods'kyj, generale ucraino
- 1979 - Michael Mutzel, dirigente sportivo, allenatore di calcio e ex calciatore tedesco
- 1979 - Romano Obilinović, ex calciatore croato
- 1979 - Shinji Ono, ex calciatore giapponese
- 1979 - Edgar Ramos, ex calciatore colombiano
- 1979 - Mirko Tagliasacchi, bassista italiano
- 1980 - Asashōryū Akinori, lottatore di sumo mongolo
- 1980 - Elvin Beqiri, allenatore di calcio e ex calciatore albanese
- 1980 - Moony, cantante italiana
- 1980 - Olivier Kapo, ex calciatore ivoriano
- 1980 - Sabrina Lembo, scrittrice e traduttrice italiana
- 1980 - Sofia Mestari, cantante francese
- 1980 - Virginia Raffaele, comica, imitatrice e attrice italiana
- 1980 - Kayna Samet, cantante francese
- 1980 - Ilja Venäläinen, ex calciatore finlandese
- 1980 - Sergej Volkov, ex calciatore russo
- 1980 - Christian Walcher, ex hockeista su ghiaccio italiano
- 1981 - Fawaz Al Khater, ex calciatore qatariota
- 1981 - Steve Bandoma, artista della Repubblica Democratica del Congo
- 1981 - Patrick Bengondo, ex calciatore camerunese
- 1981 - Sophie Crumb, fumettista statunitense
- 1981 - Cytherea, attrice pornografica statunitense
- 1981 - Ola Englund, chitarrista, produttore discografico e youtuber svedese
- 1981 - Ida Ljungqvist, modella svedese
- 1981 - Mitar Novaković, ex calciatore montenegrino
- 1981 - Andrej Pečnik, ex calciatore sloveno
- 1981 - Luis Alonso Sandoval, ex calciatore messicano
- 1981 - Mirjam Weichselbraun, conduttrice televisiva e attrice austriaca
- 1981 - Ian Young, ex cestista statunitense
- 1982 - Anna Camp, attrice statunitense
- 1982 - Lil Wayne, rapper e produttore discografico statunitense
- 1982 - Fabián Estoyanoff, ex calciatore uruguaiano
- 1982 - Nicolás Gianni, ex calciatore argentino
- 1982 - Algis Jankauskas, ex calciatore lituano
- 1982 - Essau Kanyenda, ex calciatore malawiano
- 1982 - Thomas Kelati, ex cestista statunitense
- 1982 - Gábor Kis, ex pallanuotista ungherese
- 1982 - Adrianna Lamalle, ostacolista e velocista francese
- 1982 - Jon McLaughlin, cantautore statunitense
- 1982 - Antonio Moscatiello, pugile italiano
- 1982 - Piergiorgio Pulixi, scrittore italiano
- 1982 - Luis Ricardo Rodríguez, calciatore guatemalteco
- 1982 - Markus Rosenberg, ex calciatore svedese
- 1982 - Irak'li Sirbiladze, ex calciatore georgiano
- 1982 - Andwélé Slory, ex calciatore surinamese
- 1982 - Norman Sylla, ex calciatore francese
- 1982 - Amadou Touré, ex calciatore burkinabé
- 1982 - Tan White, cestista statunitense
- 1982 - Darrent Williams, giocatore di football americano statunitense († 2007)
- 1982 - Jason Wu, stilista taiwanese
- 1983 - Jay Bouwmeester, ex hockeista su ghiaccio canadese
- 1983 - Mika Hagi, modella giapponese
- 1983 - Jeon Hye-bin, attrice sudcoreana
- 1983 - Marius Klostermann, ex giocatore di football americano tedesco
- 1983 - Gimena Landra, ex cestista argentina
- 1983 - Erika Lava, ex pallanuotista italiana
- 1983 - Asher Kuno, rapper italiano
- 1983 - Erwan Nigon, pilota motociclistico francese
- 1983 - Chris Quinn, ex cestista e allenatore di pallacanestro statunitense
- 1983 - Jason Shackell, ex calciatore inglese
- 1983 - Kirsten Thomson, ex nuotatrice australiana
- 1984 - Kirk Archibeque, ex cestista statunitense
- 1984 - Giulio Berruti, attore italiano
- 1984 - Ramon Bueno Ardite, giocatore di calcio a 5 brasiliano
- 1984 - Marta Galeotti, pallavolista italiana
- 1984 - Andrew Garbarino, politico statunitense
- 1984 - Angela Haynes, ex tennista statunitense
- 1984 - Miloš Josimov, calciatore serbo
- 1984 - John Lannan, giocatore di baseball statunitense
- 1984 - Avril Lavigne, cantautrice canadese
- 1984 - Johan Libéreau, attore francese
- 1984 - Volodymyr Ostapčuk, attore e conduttore televisivo ucraino
- 1984 - Giuditta Pini, politica italiana
- 1984 - Lloyd Sam, ex calciatore inglese
- 1984 - Andrea Sartoretto, rugbista a 15 italiano
- 1984 - Vanderson Scardovelli, ex calciatore brasiliano
- 1984 - Dalibor Stevanovič, allenatore di calcio e ex calciatore sloveno
- 1984 - Wouter Weylandt, ciclista su strada belga († 2011)
- 1985 - Jamar Butler, ex cestista statunitense
- 1985 - Anne Cibis, velocista tedesca
- 1985 - Carlos Cisternas, ex calciatore cileno
- 1985 - Michele Cortese, cantautore italiano
- 1985 - Marcella Filippi, ex cestista italiana
- 1985 - Breno Giacomini, giocatore di football americano statunitense
- 1985 - Martino Goretti, canottiere italiano
- 1985 - Omar Hawsawi, ex calciatore saudita
- 1985 - Stephen McGee, giocatore di football americano statunitense
- 1985 - Fernando Meneses, calciatore cileno
- 1985 - Anthony Morrow, ex cestista statunitense
- 1985 - Phùng Công Minh, ex calciatore vietnamita
- 1985 - Daniel Pudil, calciatore ceco
- 1985 - Wang Xu, lottatrice cinese
- 1986 - Bae Seul-ki, cantante e attrice sudcoreana
- 1986 - Frank Boeckx, allenatore di calcio e ex calciatore belga
- 1986 - Subhasish Roy Chowdhury, calciatore e allenatore di calcio indiano
- 1986 - Alexandru Epureanu, ex calciatore moldavo
- 1986 - Drago Gabrić, calciatore croato
- 1986 - Valentina Ghetti, attrice e sceneggiatrice italiana
- 1986 - Samuel Haanpää, ex cestista finlandese
- 1986 - Enrique Jerez, pilota motociclistico spagnolo
- 1986 - Yasmin Knoch, cantante tedesca
- 1986 - Məhəmmədrəsul Məcidov, pugile azero
- 1986 - Tamás Priskin, ex calciatore slovacco
- 1986 - Noizy, cantante e rapper albanese
- 1986 - Stéphane Ruffier, allenatore di calcio e ex calciatore francese
- 1986 - Alison Wonderland, disc jockey, produttrice discografica e cantante australiana
- 1986 - Joakim Sjöhage, ex calciatore svedese
- 1986 - Bryce Taylor, ex cestista e allenatore di pallacanestro statunitense
- 1986 - Natasha Thomas, cantautrice danese
- 1987 - Ádám Bogdán, ex calciatore ungherese
- 1987 - Luke Campbell, ex pugile e politico inglese
- 1987 - Austin Carlile, cantante statunitense
- 1987 - Zakkari Dempster, dirigente sportivo e ex ciclista su strada australiano
- 1987 - Mato Grgić, calciatore croato
- 1987 - Christian Hammer, pugile rumeno
- 1987 - Pëtr Ignatenko, ciclista su strada russo
- 1987 - Vanessa James, pattinatrice artistica su ghiaccio canadese
- 1987 - Ricardo Job, calciatore angolano
- 1987 - Anthony Mounier, ex calciatore francese
- 1987 - Viorel Nicoară, ex calciatore rumeno
- 1987 - Ol'ga Pučkova, ex tennista russa
- 1987 - Luca Ravenna, comico, autore televisivo e sparkling water influencer italiano
- 1987 - Silvia Sicouri, velista italiana
- 1987 - Danilo Soddimo, ex calciatore italiano
- 1987 - Gautam Vig, attore indiano
- 1987 - David Walters, ex nuotatore statunitense
- 1988 - Attila Balázs, ex tennista ungherese
- 1988 - David Batanero, calciatore spagnolo
- 1988 - Jonathan Beaulieu-Bourgault, ex calciatore canadese
- 1988 - Alexander Berger, pallavolista austriaco
- 1988 - Ossama Chtiba, calciatore libico
- 1988 - Dejan Čigoja, cestista sloveno
- 1988 - Maruša Ferk, sciatrice alpina slovena
- 1988 - Mathias Flückiger, mountain biker, ciclocrossista e ciclista su strada svizzero
- 1988 - Mohamed Suleiman, giocatore di calcio a 5 libico
- 1988 - Maciej Gostomski, calciatore polacco
- 1988 - Stephan Hain, calciatore tedesco
- 1988 - Cathy Kelley, giornalista statunitense
- 1988 - Alma, cantante francese
- 1988 - Tomáš Poznar, calciatore ceco
- 1988 - Lisa Ryzih, astista tedesca
- 1988 - Brittany Spears, ex cestista statunitense
- 1988 - Nicolás Terol, ex pilota motociclistico spagnolo
- 1988 - Hjörtur Logi Valgarðsson, ex calciatore islandese
- 1988 - Çağıl Özge Özkul, modella turca
- 1989 - Jay Blankenau, pallavolista canadese
- 1989 - Nicola Boem, ex ciclista su strada italiano
- 1989 - Uillian Correia, calciatore brasiliano
- 1989 - Andrei Dan, giocatore di calcio a 5 e ex calciatore romeno
- 1989 - Daniel Delgadillo, nuotatore messicano
- 1989 - Kim Hyun-sung, calciatore sudcoreano
- 1989 - Jeff Locke, ex giocatore di football americano statunitense
- 1989 - Bernardo Long, calciatore uruguaiano
- 1989 - Satoe Mitsuhashi, pallavolista giapponese
- 1989 - Idalys Ortiz, judoka cubana
- 1989 - Park Tae-hwan, ex nuotatore sudcoreano
- 1989 - Leonardo Perez, calciatore italiano
- 1989 - Ariel Francisco Rodríguez, calciatore costaricano
- 1989 - Jeneba Tarmoh, velocista statunitense
- 1989 - James Vincent, calciatore inglese
- 1989 - Anna Wörner, sciatrice freestyle tedesca
- 1989 - Rumi Ōkubo, doppiatrice giapponese
- 1990 - Jean-Patrick Abouna, ex calciatore camerunese
- 1990 - Rodolph Niamien Amessan, calciatore ivoriano
- 1990 - André Felipe Ribeiro de Souza, ex calciatore brasiliano
- 1990 - Frédéric Bulot, ex calciatore gabonese
- 1990 - Manučechr Džalilov, calciatore tagiko
- 1990 - Michele Gazzara, ex ciclista su strada italiano
- 1990 - Pedro Henriques, hockeista su pista portoghese
- 1990 - Hugo Houle, ciclista su strada canadese
- 1990 - Seo Jung-hwa, sciatrice freestyle sudcoreana
- 1990 - José Kanté, ex calciatore spagnolo
- 1990 - Lola Kirke, attrice statunitense
- 1990 - Dainis Krištopāns, pallamanista lettone
- 1990 - Rie Kudan, scrittrice giapponese
- 1990 - Dion Lewis, giocatore di football americano statunitense
- 1990 - Mitski, cantautrice statunitense
- 1990 - Emi Nakajima, calciatrice giapponese
- 1990 - Filipe Ferreira, calciatore portoghese
- 1990 - Sandra Ringwald, ex fondista tedesca
- 1990 - Achirawich Saliwattana, cantante e attore televisivo thailandese
- 1990 - Stefan Schwab, calciatore austriaco
- 1990 - Thomas Spinell, ex hockeista su ghiaccio italiano
- 1990 - Atsumi Tanezaki, doppiatrice giapponese
- 1990 - Cyrille Thièry, ex pistard e ciclista su strada svizzero
- 1990 - Wang Jingyao, modella cinese
- 1991 - Ousmane Barry, calciatore guineano
- 1991 - Jerrold Brooks, ex cestista statunitense
- 1991 - Renato Neto, calciatore brasiliano
- 1991 - Adam Chicksen, calciatore zimbabwese
- 1991 - Yisela Cuesta, calciatrice colombiana
- 1991 - Carlos Cáceda, calciatore peruviano
- 1991 - Simona Halep, ex tennista rumena
- 1991 - Marcel Halstenberg, calciatore tedesco
- 1991 - Dillion Harper, ex attrice pornografica statunitense
- 1991 - Sierra Hull, cantante statunitense
- 1991 - Thomas Mann, attore statunitense
- 1991 - Arsen Petrosyan, ex calciatore armeno
- 1991 - Zaurbek Pliev, calciatore russo
- 1991 - Giampaolo Ricci, cestista italiano
- 1991 - GionnyScandal, cantautore, rapper e produttore discografico italiano
- 1991 - Mehdi Terki, calciatore francese
- 1991 - Irving Zurita, calciatore messicano
- 1992 - Giulia Bresciani, pallavolista italiana
- 1992 - Luc Castaignos, ex calciatore olandese
- 1992 - Ricardo Clarke, calciatore panamense
- 1992 - Vito Coppola, ballerino e personaggio televisivo italiano
- 1992 - Kelanbaike Makan, cestista cinese
- 1992 - Sam Lerner, attore statunitense
- 1992 - Gabadinho Mhango, calciatore malawiano
- 1992 - Ryan O'Shaughnessy, cantante e attore irlandese
- 1992 - Pak Kwang-ryong, calciatore nordcoreano
- 1992 - Adam Pazio, calciatore polacco
- 1992 - Adilson Bahia, calciatore brasiliano
- 1992 - Gabriel Vasconcelos Ferreira, calciatore brasiliano
- 1992 - Granit Xhaka, calciatore svizzero
- 1992 - Andrés Zúñiga, giocatore di calcio a 5 colombiano
- 1993 - Jonathan Buatu Mananga, calciatore belga
- 1993 - Isabelle Harrison, cestista statunitense
- 1993 - Peres Jepchirchir, maratoneta keniota
- 1993 - Jakub Kaczmarek, ciclista su strada polacco
- 1993 - Samu Kerevi, rugbista a 15 australiano
- 1993 - Lisandro Magallán, calciatore argentino
- 1993 - Goṙ Manowkyan, calciatore armeno
- 1993 - Ryan Murray, hockeista su ghiaccio canadese
- 1993 - Patrick Mölleken, attore e doppiatore tedesco
- 1993 - Alain Oyarzun, calciatore spagnolo
- 1993 - Luiz Phellype, calciatore brasiliano
- 1993 - Mónica Puig, ex tennista portoricana
- 1993 - Lucas Nahuel Rodríguez, calciatore argentino
- 1993 - Denny Solomona, rugbista a 13 e rugbista a 15 neozelandese
- 1993 - Álex Suárez, cestista spagnolo
- 1993 - Aleksandar Subić, calciatore bosniaco
- 1993 - Vinnie Sunseri, ex giocatore di football americano e allenatore di football americano statunitense
- 1993 - Francisco Vélez, pallavolista portoricano
- 1994 - Cindy Bruna, supermodella francese
- 1994 - Csaba Burján, pattinatore di short track ungherese
- 1994 - Matt Cafer, calciatore gibilterriano
- 1994 - Walter Clar, calciatore paraguaiano
- 1994 - Mateus De Oliveira Silva, calciatore brasiliano
- 1994 - Mounir El Allouchi, calciatore olandese
- 1994 - Ariel Lassiter, calciatore costaricano
- 1994 - Michele Marchetti, hockeista su ghiaccio italiano
- 1994 - Nico Neidhart, calciatore tedesco
- 1994 - Anya Olsen, attrice pornografica statunitense
- 1994 - Mauro Ortiz, calciatore argentino
- 1994 - Oleksandr Svatok, calciatore ucraino
- 1995 - Manuel Castro, calciatore uruguaiano
- 1995 - Léo Cordeiro, calciatore brasiliano
- 1995 - Aarón Escandell, calciatore spagnolo
- 1995 - Tra Holder, cestista statunitense
- 1995 - Kwon Eun-bi, cantante sudcoreana
- 1995 - Lina Leandersson, attrice svedese
- 1995 - Yoshihito Nishioka, tennista giapponese
- 1995 - Kidd Keo, rapper spagnolo
- 1995 - Fran Tudor, calciatore croato
- 1995 - Maybe Baby, cantante bielorussa
- 1995 - Christian Wood, cestista statunitense
- 1996 - Symone Abbott, pallavolista statunitense
- 1996 - Īmān bint 'Abd Allāh, principessa giordana
- 1996 - Dato Chkhartishvili, lottatore georgiano
- 1996 - Brady Christensen, giocatore di football americano statunitense
- 1996 - Maxwel Cornet, calciatore ivoriano
- 1996 - Vladislavs Fjodorovs, calciatore lettone
- 1996 - Janez Lampič, fondista sloveno
- 1996 - Pedro Mateus, calciatore saotomense
- 1996 - Illja Nyžnyk, scacchista ucraino
- 1996 - Erick Otieno, calciatore keniota
- 1996 - Víctor Pastrana, calciatore spagnolo
- 1996 - Diego Peralta, calciatore italiano
- 1996 - Remedy Rule, nuotatrice filippina
- 1996 - Samer Jondi, calciatore palestinese
- 1996 - Alicia Smith, tennista australiana
- 1997 - Theresa Frostad Eggesbø, attrice, modella e musicista norvegese
- 1997 - Kialonda Gaspar, calciatore angolano
- 1997 - Eleonora Marchiando, ostacolista e velocista italiana
- 1997 - Laurent Muhlethaler, combinatista nordico francese
- 1997 - Dimitri Oberlin, calciatore svizzero
- 1997 - Breiner Paz, calciatore colombiano
- 1997 - Agustín Sant'Anna, calciatore uruguaiano
- 1997 - Yang Yung-wei, judoka taiwanese
- 1998 - Evan Battey, ex cestista statunitense
- 1998 - Carmen Crescenzi, ex ginnasta italiana
- 1998 - Mathias Hove Johansen, velocista norvegese
- 1998 - Botir Khasanov, tuffatore uzbeko
- 1998 - Rashard Lawrence, giocatore di football americano statunitense
- 1998 - Aleksandar Mesarović, calciatore serbo
- 1998 - Kōstas Papadakīs, cestista greco
- 1998 - Jannik Rochelt, calciatore tedesco
- 1998 - Stephanie Samedy, pallavolista statunitense
- 1998 - Becky Storrie, ciclista su strada britannica
- 1999 - Felix Agu, calciatore nigeriano
- 1999 - Felipe Albuquerque, calciatore brasiliano
- 1999 - Anderson Arroyo, calciatore colombiano
- 1999 - Rasir Bolton, cestista statunitense
- 1999 - Christian Braswell, giocatore di football americano statunitense
- 1999 - Igor' Diveev, calciatore russo
- 1999 - Cyril Fähndrich, fondista svizzero
- 1999 - A.J. Green, cestista statunitense
- 1999 - Danielle Hill, nuotatrice irlandese
- 1999 - Federica Isola, schermitrice italiana
- 1999 - Derik Lacerda, calciatore brasiliano
- 1999 - Levin Liam, attore tedesco
- 1999 - Liam Millar, calciatore canadese
- 1999 - Gytis Paulauskas, calciatore lituano
- 1999 - Aleksandar Popović, calciatore serbo
- 1999 - Ayuka Suzuki, ginnasta giapponese
- 1999 - Erick Sánchez, calciatore messicano
- 2000 - Lilu45, cantante ucraina
- 2000 - Marco Bulacia Wilkinson, pilota di rally boliviano
- 2000 - Liberato Cacace, calciatore neozelandese
- 2000 - Lukas Fadinger, calciatore austriaco
- 2000 - Pfeiffer Georgi, ciclista su strada e pistard britannica
- 2000 - Martín Gianoli, calciatore uruguaiano
- 2000 - Nikola Ivanaj, cestista albanese
- 2000 - Martin Emerson, giocatore di football americano statunitense
- 2000 - Tomás Pozzo, calciatore argentino
- 2000 - Cooper Roth, attore statunitense
- 2000 - Miquel Scarlett, calciatore guyanese
- 2000 - Szabolcs Schön, calciatore ungherese
- 2000 - Sabah Seghir, calciatrice marocchina
- 2000 - Sina Siegenthaler, snowboarder svizzera
- 2000 - Jakob Voelkerling Persson, calciatore svedese

## XXI secolo(25)
- 2001 - Jay Gupta, calciatore indiano
- 2001 - Vitalij Hrebenjuk, combinatista nordico ucraino
- 2001 - Eric Kahl, calciatore svedese
- 2001 - David Malukas, pilota automobilistico lituano
- 2001 - Yūto Totsuka, snowboarder giapponese
- 2002 - Martim Costa, pallamanista portoghese
- 2002 - Badmómzjay, rapper tedesca
- 2002 - Kim Or Azulay, attrice e conduttrice televisiva israeliana
- 2002 - Jenna Ortega, attrice statunitense
- 2002 - Yusif İmanov, calciatore azero
- 2003 - Livio Hiltbrand, sciatore alpino svizzero
- 2004 - Chiara Beccari, calciatrice italiana
- 2004 - Kyliane Dong, calciatore francese
- 2004 - Success Eduan, velocista britannica
- 2004 - Mauro Couto, calciatore portoghese
- 2004 - Dániel Mészáros, nuotatore ungherese
- 2004 - João Neves, calciatore portoghese
- 2004 - Elizaveta Smirnova, nuotatrice artistica russa
- 2005 - Lior Kassa, calciatore israeliano
- 2005 - Óscar Perea, calciatore colombiano
- 2006 - Sharifa Davronova, triplista e lunghista uzbeka
- 2006 - Mikel Gogorza, calciatore danese
- 2006 - Miha Oserban, sciatore alpino sloveno
- 2006 - Nil Talu, nuotatrice artistica turca
- 2006 - Sydney Tjonadi, giocatrice di badminton australiana